# Тетрародийтриторий
Тетрародийтриторий — бинарное неорганическое соединение
родия и тория
с формулой Rh4Th3,
кристаллы.

## Получение
- Сплавление стехиометрических количеств чистых веществ в инертной атмосфере:

{\displaystyle {\mathsf {4Rh+3Th\ {\xrightarrow {1487^{o}C}}\ Rh_{4}Th_{3}}}}

## Физические свойства
Тетрародийтриторий образует кристаллы
кубической сингонии,

параметры ячейки a = 0,5085 нм, Z = 1

.
Соединение образуется по перитектической реакции при температуре 1487°C .